# 行政圈军
行政圈军   是一支名义上属于帝国行政圈，但实际交由神圣罗马帝国军处置的军队。根据《帝国防御令 》( Reichsdefensionalornung )，帝国内的所有行政圈都有义务提供军队，尽管在实际情况中并非所有行政圈都这样做。帝国登记册（Reichsmatrikel）规定了各个帝国政治体必须向帝国军队提供的军队数量。

## 行政圈军的出现和组织结构
帝国行政圈是在16世纪初才出现的。最初的六个行政圈是在1500年的奥格斯堡议会上建立的。最初它们只是用数字来标识。随着1512年另外四个帝国行政圈的建立，哈布斯堡世袭领地和选帝侯的领地也加入了帝国行政圈。
在沃尔姆斯议会中起草的“最近期的登记记录”（most recent register of all time） 包含了基本的帝国方向，即Simplum 。根据沃尔姆斯登记册，对每个行政圈内各个帝国政治体的进一步划分属于行政圈的内部事务。
一些行政圈设立了行政圈上尉 /行政圈上校 ( Kreisobrist ) 的职务——一个长期任命的军事领导人。他被行政圈任命管理其部队，他和他的参谋以及高级指挥官的开支纳入行政圈的预算中。其余军官的任命和支付有时由行政圈进行，有时由提供部队的帝国政治体进行。

## 文献
- Hanns Hubert Hofmann: Quellen zum Verfassungsorganismus des Heiligen Römischen Reiches Deutscher Nation 1495-1815, Wissenschaftliche Buchgesellschaft Darmstadt, 1st edn., 1976
- Winfried Dotzauer: Die deutschen Reichskreise (1383-1806), Franz Steiner Verlag, Stuttgart, 1998,ISBN 3-515-07146-6